# Falcon Heights
Falcon Heights es un lugar designado por el censo ubicado en el condado de Starr en el estado estadounidense de Texas. En el Censo de 2010 tenía una población de 53 habitantes y una densidad poblacional de 310,05 personas por km².

## Geografía
Falcon Heights se encuentra ubicado en las coordenadas 26°33′37″N 99°7′21″O / 26.56028, -99.12250. Según la Oficina del Censo de los Estados Unidos, Falcon Heights tiene una superficie total de 0.17 km², de la cual 0.17 km² corresponden a tierra firme y (0%) 0 km² es agua.

## Demografía
Según el censo de 2010, había 53 personas residiendo en Falcon Heights. La densidad de población era de 310,05 hab./km². De los 53 habitantes, Falcon Heights estaba compuesto por el 92.45% blancos, el 0% eran afroamericanos, el 0% eran amerindios, el 0% eran asiáticos, el 0% eran isleños del Pacífico, el 7.55% eran de otras razas y el 0% pertenecían a dos o más razas. Del total de la población el 94.34% eran hispanos o latinos de cualquier raza.